# بجارن لينغوس
بجارن لينغوس (بالنرويجية البوكمول: Bjarne Lingås)‏ (7 يناير 1933 – 19 نوفمبر 2011) هو ملاكم نرويجي راحل، مثّل بلاده في الألعاب الأولمبية الصيفية 1952.

## روابط خارجية
بجارن لينغوس على موقع بوكس ريك (الإنجليزية) (registration required)
- بجارن لينغوس على موقع أوليمبيديا (الإنجليزية)